# Evelyn Pinching
Evelyn Pinching   (Norwich, 18 de març de 1915 - Westminster, 24 de desembre de 1988) va ser una esquiadora alpina anglesa, que va competir durant la dècada de 1930.
El 1936 va prendre part en els Jocs Olímpics d'Hivern de Garmisch-Partenkirchen, on fou novena en la prova combinada d'esquí alpí. Pocs dies més tard guanyà dues medalles d'or i una de plata al Campionat del Món d'esquí alpí de 1936, disputat a Innsbruck.
El trofeu de la British Ski Association per a les joves promeses porta el seu nom.